# Marina Pollán Santamaría
Marina Pollán Santamaría (La Bañeza, 30 de abril de 1960) es una médica española especializada en epidemiología del cáncer, principalmente en el de mama.

## Trayectoria
Pollán nació en La Bañeza (León), hija del propietario de un ultramarinos siendo la menor de cuatro hermanos. Hizo sus estudios de primaria en las Carmelitas de la ciudad. Se licenció en Medicina por la Universidad de Salamanca en 1984 y con posterioridad realizó máster en Salud Pública en el Instituto de Salud Carlos III (1986) y el MIR en Medicina Preventiva y Salud Pública (1988) en el Hospital Universitario Ramón y Cajal. En 1990, comenzó a trabajar en epidemiología del cáncer en el Centro Nacional de Epidemiología dentro del Instituto de Salud Carlos III. Su formación se ha completado con seminarios y cursos en el extranjero.
En 2000, Pollán se doctoró en Medicina Preventiva y Salud Pública por la Universidad Autónoma de Madrid con una tesis sobre el cáncer de mama, con la que obtuvo premio extraordinario. Su línea de investigación prioritaria se centra en los factores de riesgo frente al cáncer, principalmente aquellos factores modificables asociados a los hábitos de vida, fundamentalmente en relación con el cáncer de mama, pero también frente a otros tumores malignos frecuentes en España, como el cáncer colorrectal, de próstata y de estómago. Junto a Manolis Kogevinas (ISGlobal) lidera el proyecto multicéntrico MCC-Spain, una de las acciones estratégicas de CIBERESP (Consorcio de Investigación Biomédica en Red. Epidemiología y Salud Pública) del que fue nombrada directora científica en diciembre de 2017.
En 2016, había accedido por oposición a la escala de profesores de investigación y había alcanzado el puesto de Jefa de Servicio de Epidemiología del Cáncer en el Área de Epidemiología Ambiental y Cáncer del Instituto de Salud Carlos III. En diciembre de 2017, fue nombrada directora científica del CIBERESP; consorcio del que también formaba parte como líder de uno de los grupos de investigación del mismo. En 2018 fue nombrada directora del Centro Nacional de Epidemiología del Instituto de Salud Carlos III (CNE-ISCII).

## Líneas de investigación y publicaciones
En colaboración con los programas de diagnóstico precoz de cáncer de mama, lidera una línea de investigación sobre la influencia de diferentes exposiciones y estilos de vida, sobre la densidad mamográfica, como principal fenotipo marcador de riesgo de cáncer de mama. Es investigadora principal de numerosos estudios relacionados generalmente con el cáncer de mama y miembro del grupo GEICAM (Grupo Español de Investigación en Cáncer de Mama). Su equipo recibió el primer premio de la AECC por el proyecto «Estilos de vida y cáncer de mama».
Ha publicado más de 300 artículos científicos (índice H=33), colaborando con investigadores de distintos ámbitos (biólogos moleculares, genetistas, oncólogos, patólogos, cirujanos), además de trabajar con profesionales de salud pública en el ámbito de la epidemiología y el control del cáncer. También se ha involucrado en actividades divulgativas dirigidas a trasladar a la población general el conocimiento existente sobre la situación del cáncer y sus principales factores de riesgo.
El 13 de mayo de 2020, Pollán fue la encargada de presentar los primeros resultados del estudio de seroprevalencia en España frente a la COVID-19.

## Vida personal
Muy ligada a su ciudad de origen, La Bañeza, recibe con frecuencia el reconocimiento de sus paisanos y participa en distintos actos públicos allí.